# Pons (Toulouse)
Pons (* vor 1037; † wohl 1061 in Toulouse), auch Pontius, Pons II. oder Pons Wilhelm genannt (im Unterschied zu seinem Großvater Raimund III. Pons, der auch als Pons I. bezeichnet wird), lateinisch Pontius oder Poncius, Ponce auf Spanisch, war Graf von Toulouse von 1037 bis zu seinem Tod. Er war der älteste Sohn und Nachfolger von Graf Wilhelm III. Taillefer und seiner zweiten Ehefrau Emma von Provence, der Erbin der halben Provence. Von ihr erbte er den Titel Markgraf von Provence (Marchio Provincae).
Seine erste Ehefrau, Marjorie, vermutlich eine Tochter Sanchos III. von Navarra, heiratete er vor dem Tod seines Vaters, gab ihr aber erst im Jahr seines Regierungsantritts umfangreiches Brautgut im Albigeois, Nîmois und der Provence.
1038 teilte er den Erwerb des Bistums Albi mit der Familie Trencavel. 1040 beschenkte er die Abtei Cluny mit Besitz in Diens. 1047 wird er im Zusammenhang mit der Schenkung von Moissac an Cluny erstmals als Pfalzgraf bezeichnet.
Seine zweite Frau war Almodis de la Marche, einer Tochter des Grafen Bernard I. von La Marche. Sie zwar zuvor von Hugo V. von Lusignan wegen Blutsverwandtschaft geschieden worden. Er hatte mit ihr mindestens zwei Kinder, als sie 1053 von Raimund Berengar I., Graf von Barcelona entführt wurde.
Sein ältester Sohn, Pons, vermutlich sein einziges Kind mit Marjorie, wurde nicht sein Nachfolger, er starb wohl zwei Jahre nach seinem Vater. Den Besitz erbten nacheinander sein zweiter Sohn, Wilhelm IV., und sein dritter Sohn, Raimund von Saint-Gilles, deren Mutter sicher Almodis ist. Ein weiterer Sohn, Hugo, ist 1063 bezeugt. Darüber hinaus hatte er noch eine Tochter, Almodis, die Pierre I. Graf von Melgueil heiratete und 1132 noch lebte.
Pons starb wohl 1061 in Toulouse und wurde in Saint-Sernin beerdigt.